# Pteromalus aurantiacus
Pteromalus aurantiacus är en stekelart som beskrevs av Julius Theodor Christian Ratzeburg 1852. Pteromalus aurantiacus ingår i släktet Pteromalus och familjen puppglanssteklar. Inga underarter finns listade i Catalogue of Life.